# Trùn quế
Trùn quế hay giun quế, giun đỏ (Perionyx excavatus) là một loài giun đất được sản xuất thương mại. Loài này được bán trên thị trường vì có khả năng tạo ra bột trùn mịn để làm phân bón một cách nhanh chóng. Gần đây nó đã trở nên phổ biến hơn ở Bắc Mỹ cho mục đích làm phân trộn.
Loài này thuộc chi Perionyx. Nó có thể có nguồn gốc từ dãy núi Himalaya. Loài này thích hợp làm phân trùn quế ở các vùng nhiệt đới và cận nhiệt đới.
Chúng thuộc nhóm trùn ăn phân, thường sống trong môi trường có nhiều chất hữu cơ đang phân hủy, trong tự nhiên ít tồn tại với phần thể lớn và không có khả năng cải tạo đất trực tiếp như một số loài trùn địa phương sống trong đất.

## Sinh học
Trùn quế là một trong những giống trùn đã được thuần hoá, nhập nội và đưa vào nuôi công nghiệp với các quy mô vừa và nhỏ. Đây là loài trùn mắn đẻ, xuất hiện rải rác ở vùng nhiệt đới, dễ bắt bằng tay, vì vậy rất dễ thu hoạch. Chúng được sử dụng rộng rãi trong việc chuyển hóa chất thải ở Philippines, Australia và một số nước khác.
Trùn quế có kích thước tương đối nhỏ, dài khoảng 10–15 cm, thân hơi dẹt, bề ngang của con trưởng thành có thể đạt 0,1 - 0,2 cm, có màu từ đỏ đến màu mận chín tuỳ theo tuổi, màu nhạt dần về phía bụng, hai đầu hơi nhọn. Cơ thể trùn có hình thon dài, nối với nhau bằng nhiều đốt, trên mỗi đốt có một vành tơ. Trùn quế hô hấp qua da, chúng có khả năng hấp thu O2 và thải CO2 trong môi trường nước, điều này giúp cho chúng có khả năng sống trong nước nhiều ngày, thậm chí trong nhiều tháng.
Hệ thống bài tiết bao gồm một cặp ở mỗi đốt. Các cơ quan này bảo đảm cho việc bài tiết các chất thải dưới dạng Amonia và Ure. Giun quế nuốt thức ăn bằng môi ở lỗ miệng. Thức ăn sau khi qua hệ thống tiêu hoá với nhiều vi sinh vật sống cộng sinh, chúng thải phân ra ngoài và những vi sinh vật cộng sinh có ích trong hệ thống tiêu hoá này cũng theo phân ra khỏi cơ thể giun nhưng vẫn còn hoạt động ở màng dinh dưỡng trong một thời gian dài. 
Giun quế rất nhạy cảm, chúng có phản ứng mạnh với ánh sáng, nhiệt độ và biên độ nhiệt cao, độ mặn và điều kiện khô hạn. Nhiệt độ thích hợp nhật với giun quế từ 20 – 27oC, độ ẩm thích hợp là 60 – 70%. Giun quế rất thích sống trong môi trường ẩm ướt và có pH ổn định (khoảng 7 – 7,5). Giun có khả năng chịu được phổ pH khá rộng từ 4 – 9, nếu pH quá thấp chúng sẽ bỏ đi.

## Sinh sản
Giun quế sinh sản rất nhanh trong điều kiện khí hậu nhiệt đới. Từ một cặp giun ban đầu trong điều kiện sống thích hợp có thể tạo ra từ 1000 – 1500 cá thể trong một năm.
Là động vật lưỡng tính, giun quế có đai sinh dục và lỗ sinh dục nằm ở phía đầu cơ thể, có thể giao phối chéo cho nhau để hình thành kén ở mỗi con, kén được hình thành ở đai sinh dục, trong mỗi kén mang từ 1 – 20 trứng. Kén sau khi hình thành sẽ di chuyển về phía đầu và rơi ra đất để nở thành giun con. 

## Dinh dưỡng
Thành phần hóa học trong cơ thể bao gồm nước chiếm khoảng 80 – 85%, chất khô khoảng 15 – 20%. Hàm lượng các chất (tính trên trọng lượng chất khô) như sau:
- Protein: 68 –70%
- Lipid: 7 – 8%,
- Chất đường: 12 –14 %
- Tro 11 – 12%.

Do có hàm lượng protein cao nên trùn quế được xem là nguồn dinh dưỡng bổ sung quý giá cho các loại gia súc, gia cầm, thủy hải sản... Ngoài ra, Trùn Quế còn được dùng trong y học, công nghệ chế biến thức ăn gia súc. Phân trùn là loại phân hữu cơ sinh học có hàm lượng dinh dưỡng cao, thích hợp cho nhiều loại cây trồng, không gây ra tình trạng "sốc" phân, yêu cầu trữ dễ dàng, đặc biệt thích hợp cho các loại hoa kiểng, làm giá thể vườn ươm và là nguồn phân thích hợp cho việc sản xuất rau sạch.